# Полакисурија
Полакисурија представља симптом учестале потребе за мокрењем, док се диуреза не мења.
Полакисурија је најчешће последица патолошког стања које смањује капацитет или онемогућава потпуно пражњење мокраћне бешике као што су инфекције, тумори или каменци мокраћне бешике или мокраћне цеви.
|  | Молимо Вас, обратите пажњу на важно упозорење у вези са темама из области медицине (здравља). |